# Soubrebost
Soubrebost település Franciaországban, Creuse megyében. Lakosainak száma 139 fő (2022. január 1.). Soubrebost Faux-Mazuras, Mansat-la-Courrière, Pontarion, Saint-Hilaire-le-Château, Saint-Pardoux-Morterolles, Thauron és Vidaillat községekkel határos.

## Népesség
A település népessége az elmúlt években az alábbi módon változott:
| Lakosok száma | 193  | 142  | 135  | 150  | 126  | 136  | 136  | 139  | 139  | 139  |
|               | 1968 | 1982 | 1990 | 2006 | 2013 | 2015 | 2017 | 2019 | 2020 | 2022 |